# Calixtlahuaca
Calixtlahuaca è un sito archeologico della Mesoamerica postclassica, situato nei pressi dell'odierna città di Toluca nello stato del Messico. Originariamente conosciuto come "Matlatzinco" (città dei Matlatzinca), questo insediamento urbano azteco fu una potente capitale da cui i re controllavano un ampio territorio nella Valle di Toluca.

## Gli scavi
L'archeologo José García Payón operò degli scavi presso l'architettura monumentale di Calixtlahuaca negli anni trenta, restaurando molti templi ed altri edifici. Gli edifici più importanti sono quelli identificati dal numero 3, un tempio circolare dedicato al dio azteco del vento Ehecatl, e dal numero 17, un grande palazzo reale. L'architettura e la scultura in pietra di questo sito sono simili a quelli di altri siti aztechi dei periodi Medio o Tardo Postclassico (1100-1520) nel Messico centrale.
Nel 2002 Michael E. Smith istituì un nuovo progetto di ricerca a Calixtlahuaca. Questa nuova iniziativa era sponsorizzata dalla Arizona State University e dalla National Science Foundation, ed i lavori sul campo iniziarono nel 2006 con rilevamenti intensivi. Nel 2007 furono scavate una serie di case e terrazze, portando alla luce per la prima volta lo stile di vita degli abitanti di Calixtlahuaca.
Calixtlahuaca è anche nota per la scoperta di una ceramica soprannominata "Testa di Tecaxic-Calixtlahuaca", rinvenuta durante gli scavi di García Payón nel 1930, e che sembra essere stata creata nell'antica Roma. Nonostante questo manufatto abbia una provenienza simile a quella di altri oggetti simili scavati in quel periodo, ed i test di radioluminescenza insieme alle analisi stilistiche sembrino supportare l'antichità del manufatto, l'ipotesi secondo cui si tratterebbe di Out of Place Artifacts lascia scettici molti studiosi di storia Mesoamericana.